# Aydin Yilmaz
Aydın Yılmaz (phát âm tiếng Thổ Nhĩ Kỳ: [ˈajdɯn jɯɫˈmaz], sinh 29 tháng 1 năm 1988) là một cầu thủ bóng đá Thổ Nhĩ Kỳ thi đấu cho câu lạc bộ Süper Lig Kasımpaşa.

## Cuộc sống ban đầu
Sinh năm 1988 tại Istanbul Aydın Yılmaz, Florya Metin Oktay Facilities chơi bóng đá từ năm 9 tuổi. Aydın Yılmaz vào đội trẻ Galatasaray năm 2001, dưới tên Danone năm 2002.

## Sự nghiệp câu lạc bộ

### Galatasaray
Ngày 22 tháng 1 năm 2006, Aydın ghi bàn thắng quyết định vào phút cuối cùng cho Galatasaray trước Konyaspor sau khi vào sân từ ghế dự bị trong trận đấu ra mắt tại Süper Lig. Bàn thắng đó được xem là nền tảng cho chức vô địch nổi tiếng năm 2006 của Galatasaray. Ngày 4 tháng 6 năm 2008 anh ký hợp đồng 5 năm với câu lạc bộ Galatasaray.

### Manisaspor
Anh được chuyển sang Manisaspor theo dạng cho mượn mùa giải 2007-08.

### Istanbul BB
Nửa sau mùa giải 2007-08, anh được cho mượn đến Istanbul BB, thi đấu 7 trận. Cuối mùa giải anh trở lại Galatasaray.

### Eskisehirspor
Aydin được cho mượn đến Eskisehirspor mùa giải 2009-10 với sự lựa chọn mua đứt, Eskisehirspor không sử dụng lựa chọn và anh trở lại Galatasaray.

### Trở lại Galatasaray

#### Mùa giải 2011-12
Vào mùa giải 2011-12, anh thi đấu 15 trận và nằm trong đội hình vô địch.

#### Mùa giải 2012-13
Aydın được xem là cầu thủ thay thế tốt tại Süper Lig mùa giải 2012-13. Anh ra sân 17 trận ở giải vô địch và 2 trận ở Cúp quốc gia Thổ Nhĩ Kỳ, bị loại kịch tính trước 1461 Trabzon. Sau khi các siêu sao mới Wesley Sneijder và Didier Drogba gia nhập, Aydın bị rơi khỏi hàng ghế lựa chọn và bắt đầu thi đấu ít hơn. Anh cũng đại diện đội bóng ở Champions League trước Sporting Braga trong cả trận sân nhà và sân khách, Aydın ghi bàn thắng quan trọng trên Sân vận động Municipal giúp Galatasaray vào đến vòng đấu loại trực tiếp.

## Sự nghiệp quốc tế
Aydın thi đấu cho U-17 Thổ Nhĩ Kỳ, đội đứng thứ 4 ở Giải vô địch trẻ thế giới 2005 tổ chức ở Peru. Ngày 4 tháng 10 năm 2008, anh được gọi lên đội Thổ Nhĩ Kỳ để thi đấu với Bosnia và Estonia.
Aydın ra mắt đội tuyển quốc gia Thổ Nhĩ Kỳ ngày 16 tháng 10 năm 2012, trong trận đấu giành suất với Hungary tại Cúp bóng đá thế giới 2014.

## Danh hiệu
Galatasaray
- Süper Lig (4): 2005–06, 2011–12, 2012–13, 2014–15
- Türkiye Kupası (2): 2013–14, 2014–15
- Süper Kupa (3): Siêu cúp bóng đá Thổ Nhĩ Kỳ 2008, 2012, 2013

## Thống kê sự nghiệp

### Club
Tính đến 30 tháng 5 năm 2015.
| Câu lạc bộ           | Mùa giải            | Giải vô địch | Giải vô địch | Cúp  | Cúp       | Siêu cúp | Siêu cúp  | Châu Âu | Châu Âu   | Tổng | Tổng      |
| Câu lạc bộ           | Mùa giải            | Trận         | Bàn thắng    | Trận | Bàn thắng | Trận     | Bàn thắng | Trận    | Bàn thắng | Trận | Bàn thắng |
| -------------------- | ------------------- | ------------ | ------------ | ---- | --------- | -------- | --------- | ------- | --------- | ---- | --------- |
| Galatasaray          | 2005–06             | 12           | 1            | 2    | 1         | —        | —         | 0       | 0         | 14   | 2         |
| Galatasaray          | 2006–07             | 3            | 0            | 1    | 0         | 1        | 0         | 1       | 0         | 6    | 0         |
| Galatasaray          | 2008–09             | 15           | 1            | 3    | 2         | —        | —         | 2       | 0         | 20   | 3         |
| Galatasaray          | 2009–10             | 11           | 0            | 2    | 0         | —        | —         | 4       | 0         | 17   | 0         |
| Galatasaray          | 2010–11             | 19           | 1            | 5    | 0         | —        | —         | 1       | 1         | 25   | 2         |
| Galatasaray          | 2011–12             | 15           | 2            | 2    | 0         | —        | —         | —       | —         | 17   | 2         |
| Galatasaray          | 2012–13             | 17           | 0            | 2    | 1         | 1        | 0         | 3       | 1         | 23   | 2         |
| Galatasaray          | 2013–14             | 6            | 0            | 4    | 0         | 0        | 0         | 1       | 0         | 11   | 0         |
| Galatasaray          | 2014–15             | 1            | 0            | 3    | 0         | 0        | 0         | 0       | 0         | 4    | 0         |
| Galatasaray          | Tổng                | 99           | 5            | 24   | 4         | 2        | 0         | 12      | 2         | 137  | 11        |
| Manisaspor (mượn)    | 2007–08             | 0            | 0            | 0    | 0         | —        | —         | —       | —         | 0    | 0         |
| Manisaspor (mượn)    | Tổng                | 0            | 0            | 0    | 0         | —        | —         | —       | —         | 0    | 0         |
| İstanbul B.B. (mượn) | 2007–08             | 7            | 0            | 0    | 0         | —        | —         | —       | —         | 7    | 0         |
| İstanbul B.B. (mượn) | Tổng                | 7            | 0            | 0    | 0         | —        | —         | —       | —         | 7    | 0         |
| Eskişehirspor (mượn) | 2009–10             | 9            | 0            | 0    | 0         | —        | —         | —       | —         | 9    | 0         |
| Eskişehirspor (mượn) | Tổng                | 9            | 0            | 0    | 0         | —        | —         | —       | —         | 9    | 0         |
| Tổng cộng sự nghiệp  | Tổng cộng sự nghiệp | 115          | 5            | 24   | 4         | 2        | 0         | 12      | 2         | 153  | 11        |

### Quốc tế
| Đội tuyển quốc gia Thổ Nhĩ Kỳ | Đội tuyển quốc gia Thổ Nhĩ Kỳ | Đội tuyển quốc gia Thổ Nhĩ Kỳ |
| Năm                           | Trận                          | Bàn thắng                     |
| ----------------------------- | ----------------------------- | ----------------------------- |
| 2012                          | 1                             | 0                             |
| Tổng                          | 1                             | 0                             |